# حارة لكمة الدباء (صنعاء)

تعديل مصدري - تعديل

حارة لكمة الدباء هي إحدى حارات حي التلفزيون بمديرية الثورة إحد مديريات العاصمة اليمنية صنعاء، بلغ تعداد سكانها 1914 نسمة حسب تعداد اليمن لعام 2004.